# تحقیر آلت کوچک
تحقیر کیر کوچک (به انگلیسی: small penis humiliation) (کوتاه‌شده: SPH) نوعی تحقیر شهوانی کلامی است که آلت مردانه را درگیر می‌کند که در آن یک فرد چیرنده معمولاً به‌طور توافقی آلت فرد مطیع (چیریده) را از نظر اندازه آلت (یا گاهی فرم و رنگ) تحقیر می‌کند. یا مرد از زن می‌خواهد این کارها را انجام دهد. این عمل ممکن است شامل اعمال جنسی یا فقط خود تحقیر کلامی باشد؛ این می‌تواند به صورت عمومی یا خصوصی انجام شود.
مردان مطیع که از این تحقیر لذت می‌برند لزوماً آلت‌های کوچک ندارند. آن‌ها ایدهٔ تحقیر شدن و بی‌استفاده بودن آلت‌شان را دوست دارند، به‌ویژه در مورد توهین‌های مربوط به اندازه آلت یا به کلی تمسخر آلت. برخی زنان نیز با قدرت قضاوت و داوری نهایی آلت مرد و تحقیر او از نظر جنسی تحریک و برانگیخته می‌شوند. برای بسیاری، ضعیف‌کردن حس مردانگی تحمیل‌شده توسط جامعه می‌تواند اروتیک باشد. سرعت بیرون ریختن منی از آلت مردانه بسیار پرسرعت است (۴۵ کیلومتر در ساعت)

نماد انگشت اشاره و شست در حالت نیشگونی معمولا برای اشاره به اندازه کوچک (در این مورد پنیس) به کار می‌رود

برخی این تحقیر را به زنانه‌سازی نیز مرتبط می‌کنند و حتی اندازه آلت فرد مطیع و اندازه کلیتوریس در هنگام تحقیر با هم می‌سنجند، اگرچه این روش تحقیر آلت توسط همه زنان مسلط و چیره به خوبی پذیرفته نشده‌است زیرا دستگاه تناسلی (ژِنیتال) زنان نباید راهی برای توهین به آلت تناسلی مردان باشد.
هنگامی که مرد مطیع با این استدلال که نمی‌تواند شریک زندگی خود را راضی کند یا آلت تناسلی‌اش به اندازه کافی بزرگ نیست که کسی را خوشحال و ارضا کند و لذت دهد، ممکن است طرد و تحقیر شود، و با بی‌غیرتی همراه شود.
همان‌گونه که مردانی که میکروپنیس دارند ممکن است مورد شوخی یا تمسخر قرار بگیرند مردان با ماکروپنیس هم شوخی یا مسخره می‌شوند. این شوخی‌ها برای آلت بزرگ یا کوچک گاهی جنبه مثبت و گاهی منفی دارد. بدین معنا که ممکن است برای افرادی (چه زن چه مرد) آلت کوچک می‌تواند بامزه و دوست‌داشتنی باشد و شوخی‌های از این دست (مثبت) یا مورد تحقیر قرار گیرد که مثلاً نمی‌تواند دخول و نفوذ کند (منفی) که در هردو حالت مردان می‌توانند راضی یا ناراضی باشند و زنان اهمیت دهند یا ندهند، برای اندازه‌های بزرگ همین‌طور است.
برخی از تحقیرهای آلت کوچک نیز آنلاین انجام می‌شود. مرد مطیع ممکن است تصاویر آلت‌اش را برای مسخره شدن بر اینترنت پست کند. در بسیاری موردها نیز، یک جلسه بی‌دی‌اس‌ام با وب‌کم هست که در آن یک سلطه‌گر از طریق ویدئو، مطیع را تحقیر می‌کند و هردو برانگیخته می‌شوند و لذت می‌برند.